# Rábahídvég

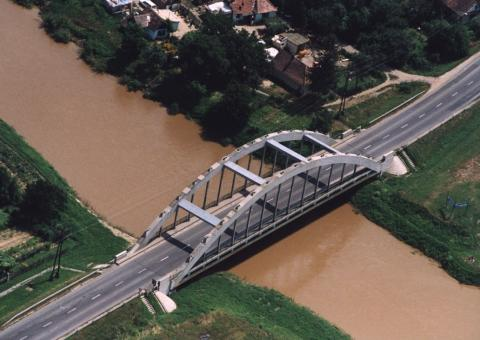
A híd légifotója

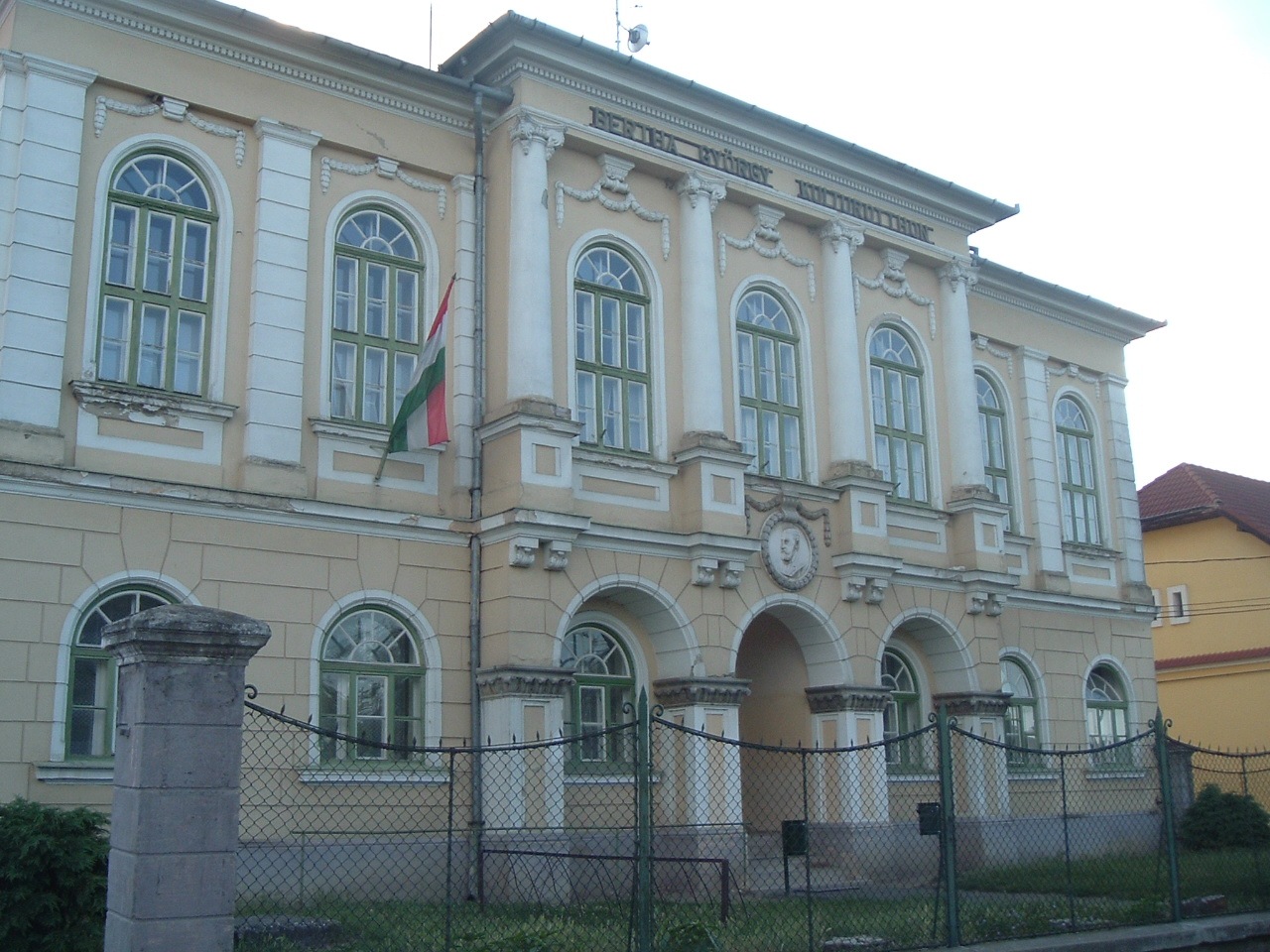
Bertha György adományából 1930-ban épült Népkultúrház

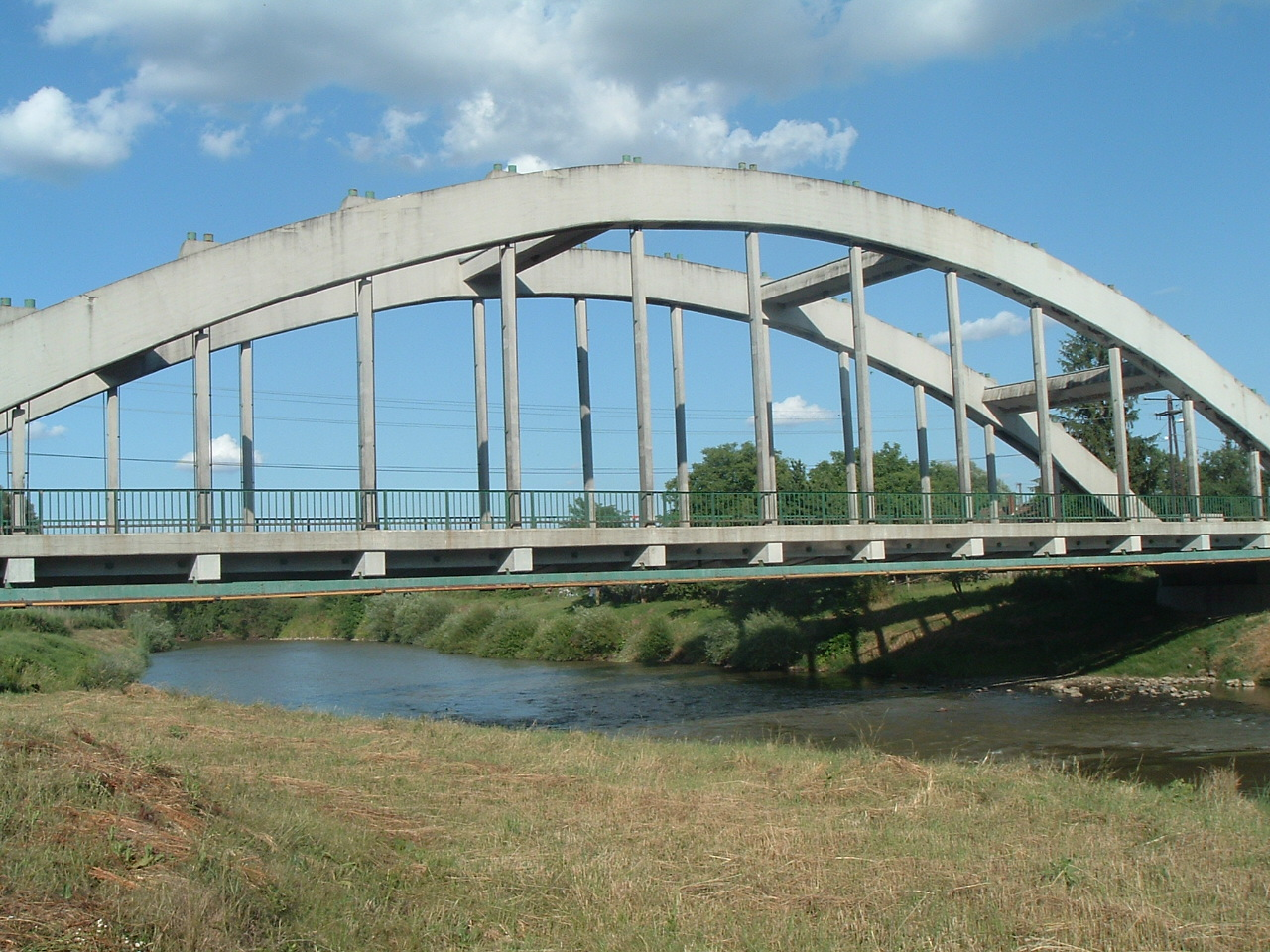
A Rába hídja Rábahídvégnél

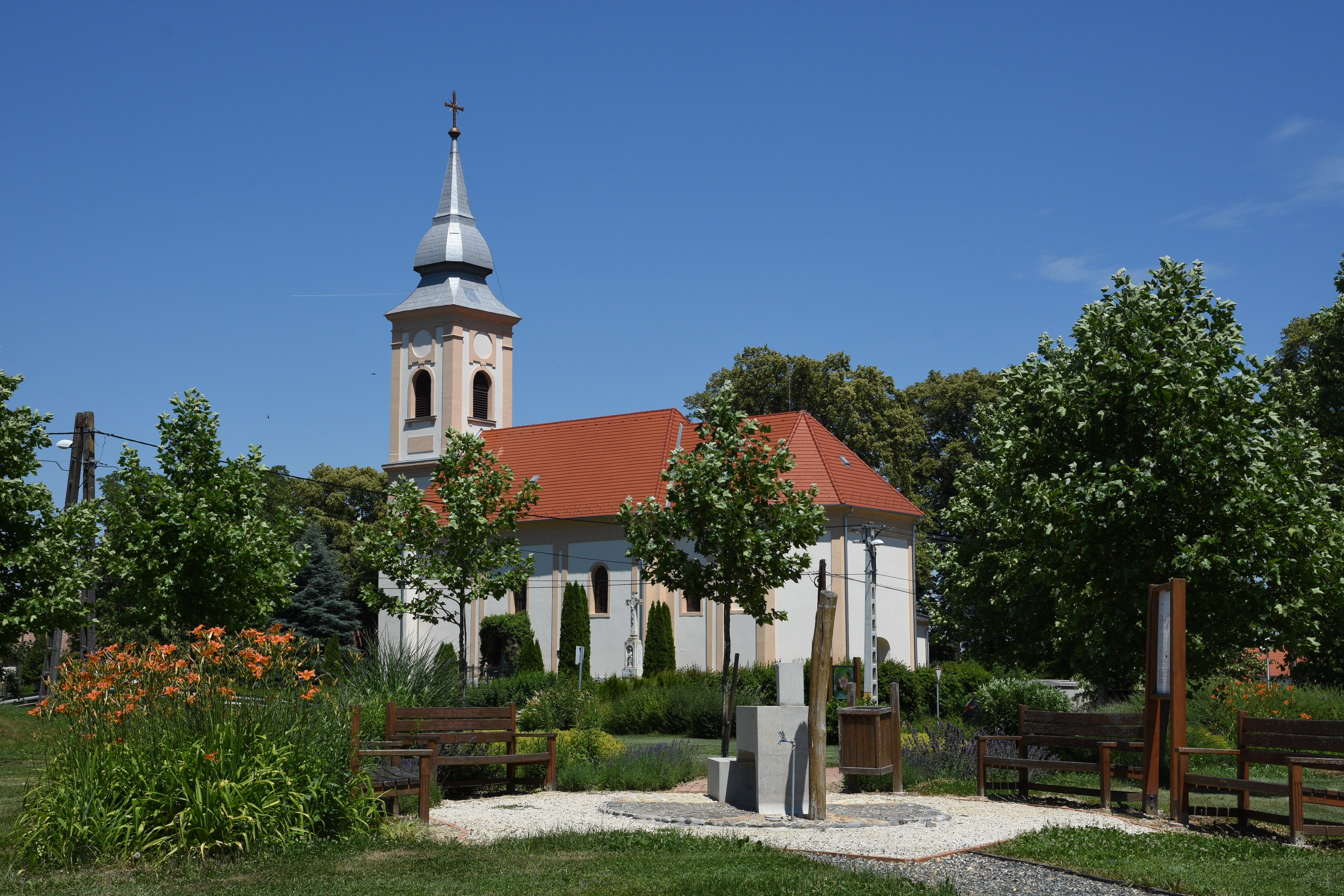
Katolikus templom

Rábahídvég község Vas vármegyében, a Vasvári járásban.

## Fekvése
A Rába bal partján fekszik, Vasvártól 5 kilométerre nyugat-északnyugatra.
A szomszédos települések: észak felől Sorkifalud és Gyanógeregye, északkelet felől Püspökmolnári, délkelet felől Vasvár, délnyugat felől Egyházashollós, északnyugat felől pedig Nemesrempehollós.

### Megközelítése
A község lakott területének déli szélén halad el a 8-as főút, így az a legfontosabb közúti megközelítési útvonala. Püspökmolnárival, és azon keresztül Sárvárral a 8701-es út, Sorokpolánnyal és a  86-os főúttal a 8704-es út köti össze.
Keleti határszélén húzódik a Szombathely–Nagykanizsa-vasútvonal, de megállási pontja nincs a vasútnak a község területén, a legközelebbi vasúti csatlakozási lehetőséget így Püspökmolnári vasútállomás kínálja, a központjától mintegy 2,5 kilométerre keletre.

## Története
A település környéke már az őskorban is lakott volt, melyet bizonyítanak az itt talált mamutcsontok, ember által használt eszközök. Időszámítás előtti 6. században a kelták lakták e területet, akiket a rómaiak váltottak. Régészeti emlékek, pénzek bizonyítják a rómaiak jelenlétét, akiket a hunok söpörtek el.
1265-ben Hydwegh néven említik először. A falu nevét arról kapta, hogy a Rábán átvezető híd végénél épült, lakói a hídfőt védő őrök voltak. 1280-ban Terra Hyduig, 1283-ban Hydwegh, 1286-ban Hyduig, 1450-ben Hydueg néven szerepel az írott forrásokban.
A Hermán nembeli Hidvégi család ősi birtoka. A család őse a Hermán nembeli András 1280-ban kapta adományul, akinek utódai később felvették a Hidvégi nevet. (A Földrajzinév-bizottság a község nevében lévő i-t hosszú í-re változtatta, de a Hidvégi család nevének helyesírását e döntés természetesen nem érinti.) Mai temploma elődje az 1342-ben épített kápolna, melyet többször átalakítottak.
A hídfő védelmére a középkorban vára is volt. 1502-ben a szlavón vice-báni tisztséget betöltő hídvégi Polányi Osvát kapott engedélyt II. Ulászló magyar királytól ahhoz, hogy Rábahídvégén erődítményt építhessen. A várat a török 1532-ben elpusztította.
A község lakossága sokat szenvedett a török hadak, majd a császári seregektől. A mezőváros 1547-ben vármegyegyűlés színhelye volt. 1605-ben két ütközet zajlott itt Bocskai serege és a császáriak között.
Két templom volt a községben: egy izraelita és egy római katolikus. A római katolikus, barokk formájú templomot 1769-ben építtették, majd több alkalommal lett nagyobbítva, felújítva. 1783. március 3-án itt kötött házasságot Festetich György a Georgikon alapítója jakabházi Sallér Judittal (1766-1829), jakabházi Sallér István (1726-1789) nádori ítélőmester lányával. Az izraelita templom a Bertha György utcában, Szabó József udvarában volt. Építési ideje ismeretlen, lebontására 1952-ben került sor.
1834-ben a falu nagy része a tűzvész áldozata lett, a templom tornyával együtt. Az újjáépítés során a templom két oltárképét Bécsből hozták, melyek Dorfmeister festményei. A katolikus templomban 200 éves faragott, barokk faszobrok és freskók találhatók.
Vályi András szerint "Rába Hidvég. Magyar mező Város Vas Várm. földes Urai több Uraságok, lakosai katolikusok, fekszik Vasvárhoz fél mértföldnyire, ’s az Uraságoknak házaival díszesíttetik, szőleje nintsen, de más javai vagynak, földgyei is termékenyek."
Fényes Elek szerint "Rába-Hidvég, magyar mv. Vas vmegyében, a Rába jobb partján: 870 kath., 2 ref., 79 zsidó lak. Kath. paroch. szentegyház. Nagy és termékeny határ. Mind rétje, mind legelője elég; a honnan a birka- és marhatenyésztés szépen virágzik. F. u. Bertha, Varga, Tóth, Geiger s mások. Ut. p. Körmend."
Vas vármegye monográfiájában "Rába-Hidvég, nagy magyar Rábamenti község, 171 házzal és 1479 róm. kath., ág. ev. és ev. ref. lakossal. Postája helyben van, távírója Molnári. A körjegyzőség székhelye. Plébániája igen régi; templomát 1715-ben ujították meg."
"Földesurai egykor a Polányi -család, később a Bertha –, Varga –, Tóth – és Geiger -családok voltak."
1910-ben 1433 magyar lakosa volt.
A település történetének és fejlődésének meghatározó személyiségei voltak a felsőőri Bertha család tagjai, mint például Bertha Ignác, Bertha Antal, akik tevékenységükkel segítették a falu gazdasági életét, az oktatás és kultúra fejlődését. A család legkiemelkedőbb tagja volt Bertha György, vagyonának jelentős részét a község javára fordította: iskolát, kultúrházat, ispitát létesített a falu szegényei számára. Az általa létesített intézmények közül ma már az Ispita épülete nem található meg, mert azt lebontották.
A község régi temetőjében a Bertha család temetkezési helye ma is megtalálható.
Bertha György 1905-ben halt meg, aki teljes vagyonát a községre hagyományozta, abból 200 hold földdel az Ispita fenntartását, továbbá a szegény és tehetséges gyermekek tanulásának támogatására fordított, családi házát, kastélyát - a falura hagyományozta.
1930-ban épült meg a Bertha György Művelődési Ház a névadó 300 holdas jótékonysági és kulturális alapítványából. György áldásos, településfejlesztő tevékenységének emlékére a község főutcáját is róla nevezték el.
Rábahídvég az újkorban mezővárosi címet kapott, majd nagyközségi rangot, később pedig községi címmel rendelkezik. Lakossága színmagyar volt és az jelenleg is. Népessége az 1930. évi népszámlálás adatai szerint 1536 fő volt, jelenleg 1000 fő körül változik.
A második világháború borzalmai aránylag elkerülik a községet, de a visszavonuló német hadsereg felrobbantja a két Rába hidat. 1945-ben megkezdődött az ideiglenes híd helyett a fahíd építése a Rábán, mert az ideiglenes híd véglegesen a forgalomnak nem felelt meg. A fahíd építése mellett megkezdődött a felrobbantott híd roncsainak kiszedése is a Rábából. Ez a fa híd 1946 végére elkészült.
Az első betonhíd 1943 őszén készült el, s alig másfél éves volt felrobbantásakor. 1946 őszén az új betonhíd munkálatai is megkezdődtek. A híd a régi helyén épült meg, méretre és kivitelre pontosan megegyezett a felrobbantott híddal.
A Rába folyó valamikori főágán a vízfolyás nagyon lecsökkent, és a nagyrét átvágásával a mellékágra terelődött. A nagyrét átvágása 1943-44-ben történt meg, amikor az első betonhíd épült.
Intézményhálózata az 1930-as években az akkori korszak egyik legjobb hálózata volt, melyet az államosítás korában is megtartottak, illetőleg alapját képezte az oktatási és kulturális feladatoknak.
A településen jelentősebb ipari bázis nem volt. Jellemzően a kisipar és kiskereskedelem dominált a mezőgazdaság mellett.
A mezőgazdaságot 1952-ben termelőszövetkezetbe vonták, mely később felbomlott, de 1959-ben újra megalakult.
A település villamosítása 1953-ban fejeződött be. 1975-ben kiépült a vezetékes ivóvízhálózat, jelentős mértékben beindult a lakóházépítés és megkezdődött a cigánytelep felszámolása is.
Közigazgatásilag önálló jegyzőség, majd később önálló tanácsú község volt, aztán 1970-es évektől Vasvárral volt közös tanácsban. 1986-tól ismét önálló lett, de Püspökmolnárival tartott fenn közös tanácsot. 1990-től rendelkezik önálló polgármesteri hivatallal.

## Közélete

### Polgármesterei
- 1990–1994: Pelczmann László (független)[9]
- 1994–1998: Pelczmann László (független)[10]
- 1998–2002: Borsits Zoltán (független)[11]
- 2002–2006: Borsits Zoltán (független)[12]
- 2006–2010: Borsits Zoltán Tamás (független)[13]
- 2010–2014: Borsits Zoltán Tamás (független)[14]
- 2014–2019: Borsits Zoltán Tamás (független)[15]
- 2019–2024: Borsits Zoltán Tamás (független)[16]
- 2024– : Borsits Zoltán Tamás (független)[1]

## Népesség
A település népességének változása:
| Lakosok száma | 1024 | 1040 | 1022 | 1017 | 1020 | 1022 | 979  | 928  | 919  | 940  |
|               | 2013 | 2014 | 2015 | 2016 | 2017 | 2018 | 2021 | 2022 | 2023 | 2024 |

A 2011-es népszámlálás során a lakosok 78,6%-a magyarnak, 0,9% németnek, 0,8% cigánynak, 0,3% görögnek mondta magát (21,3% nem nyilatkozott; a kettős identitások miatt a végösszeg nagyobb lehet 100%-nál). A vallási megoszlás a következő volt: római katolikus 67,4%, evangélikus 0,6%, református 0,7%, görögkatolikus 0,1%, felekezet nélküli 2% (28,9% nem nyilatkozott).
2022-ben a lakosság 93,6%-a vallotta magát magyarnak, 1,9% cigánynak, 0,8% németnek, 0,2% szlovénnek, 0,1-0,1% ruszinnak, szerbnek, örménynek, ukránnak és horvátnak, 1,4% egyéb, nem hazai nemzetiségűnek (5,8% nem nyilatkozott; a kettős identitások miatt a végösszeg nagyobb lehet 100%-nál). Vallásuk szerint 57,1% volt római katolikus, 1,1% református, 1% evangélikus, 0,1% görög katolikus, 2% egyéb keresztény, 2,7% egyéb katolikus, 4,8% felekezeten kívüli (31,1% nem válaszolt).

## Nevezetességei
- A Szentháromság tiszteletére szentelt római katolikus temploma 1769-ben épült barokk stílusban, benne Dorfmeister-freskó és oltárképek vannak. Szentélye nyolcszög záródású, zárófalában Nepomuki Szent János szobrával. A templom 1834-ben leégett, de eredeti formájában építették újjá.
- Seebach-kastély, amelynek középkori elődje elpusztult. Korábban a Polányi családé volt, barokk formában építették fel a mai épület elődjét, majd 1870-es évek közepén beköltözött a Seebach család akik eklektikus átépítették. Jelenleg általános iskola működik benne.
- A felsőőri Bertha család tagjai örökölte Bertha-kastély.
- A Bertha György halála után létrehozott Bertha György Művelődési Ház.
- Vadvízi túrák kikötője a Rába-híd mellett.

## Híres emberek
- Itt született 1831-ben Varga Izidor százados, földbirtokos.
- Itt született 1862. január 6-án Novák Mihály tanító, történész.
- Itt született 1885. október 3-án Lorencz Antal műiparos, aranyozó, oltárépítő, templomfestő.
- Itt született 1893-ban Lakatos Ferenc magyar katonatiszt.
- Itt született 1937. november 22-én Bognár Stefánia költő.
- Itt született 1944. december 29-én Gogolák Károly amerikaifutball-játékos.

## Külső hivatkozások
- Rábahídvég az utazom.com honlapján